# Olympische Winterspiele 2022/Skispringen
Bei den XXIV. Olympischen Winterspielen 2022 in Peking fanden drei Einzelwettkämpfe, ein Teamwettkampf, sowie ein Mixedwettbewerb im Skispringen statt. Austragungsort war das Snow Ruyi National Ski Jumping Centre. Insgesamt gab es 105 Startplätze, davon 40 für die Frauen und 65 für die Männer. In den Einzelspringen hatte jedes Land maximal vier Startplätze zur Verfügung. In Mannschaftswettbewerben durfte maximal ein Team pro Nation an den Start gehen. Die eigentlich ein Jahr vor den Olympischen Spielen stattfindenden Testwettkämpfe mussten dieses Mal aufgrund der COVID-19-Pandemie abgesagt werden. Grund dafür wäre eine 14-tägige Quarantäne gewesen, die ab der Einreise nach China für alle Sportler und Delegationen gegolten hätte. Ursprünglich war geplant, dass die Herren zwei Springen auf der Großschanze, die Damen zwei Springen auf der Normalschanze absolvieren. Als Zeitraum für die Wettkämpfe war der 13. und 14. Februar 2021 vorgesehen.

## Bilanz

### Medaillenspiegel
| Platz  | Land        | Gold | Silber | Bronze | Gesamt |
| ------ | ----------- | ---- | ------ | ------ | ------ |
| 1      | Slowenien   | 2    | 1      | 1      | 4      |
| 2      | Japan       | 1    | 1      | –      | 2      |
| 2      | Österreich  | 1    | 1      | –      | 2      |
| 4      | Norwegen    | 1    | –      | –      | 1      |
| 5      | Deutschland | –    | 1      | 2      | 3      |
| 6      | ROC         | –    | 1      | –      | 1      |
| 7      | Kanada      | –    | –      | 1      | 1      |
| 7      | Polen       | –    | –      | 1      | 1      |
| Gesamt | Gesamt      | 5    | 5      | 5      | 15     |

### Medaillengewinner
Männer
| Disziplin              | Gold                                                        | Silber                                              | Bronze                                                                     |
| ---------------------- | ----------------------------------------------------------- | --------------------------------------------------- | -------------------------------------------------------------------------- |
| Normalschanze          | Ryōyū Kobayashi (JPN)                                       | Manuel Fettner (AUT)                                | Dawid Kubacki (POL)                                                        |
| Großschanze            | Marius Lindvik (NOR)                                        | Ryōyū Kobayashi (JPN)                               | Karl Geiger (GER)                                                          |
| Großschanze Mannschaft | ÖsterreichStefan Kraft Daniel Huber Jan Hörl Manuel Fettner | SlowenienLovro Kos Cene Prevc Timi Zajc Peter Prevc | DeutschlandConstantin Schmid Stephan Leyhe Markus Eisenbichler Karl Geiger |

Frauen
| Disziplin     | Gold               | Silber                  | Bronze             |
| ------------- | ------------------ | ----------------------- | ------------------ |
| Normalschanze | Urša Bogataj (SLO) | Katharina Althaus (GER) | Nika Križnar (SLO) |

Mixed
| Disziplin                | Gold                                                     | Silber                                                          | Bronze                                                                       |
| ------------------------ | -------------------------------------------------------- | --------------------------------------------------------------- | ---------------------------------------------------------------------------- |
| Normalschanze Mannschaft | SlowenienNika Križnar Timi Zajc Urša Bogataj Peter Prevc | ROCIrma Machinja Danil Sadrejew Irina Awwakumowa Jewgeni Klimow | KanadaAlexandria Loutitt Matthew Soukup Abigail Strate MacKenzie Boyd-Clowes |

## Qualifikation
| Nation             | Einzel | Einzel | Mannschaft | Mannschaft | Athleten |
| Nation             | Männer | Frauen | Männer     | Mixed      | Athleten |
| ------------------ | ------ | ------ | ---------- | ---------- | -------- |
| Bulgarien          | 1      |        |            |            | 1        |
| China              | 1      | 2      | X a        | X          | 3        |
| Deutschland        | 5      | 4      | X          | X          | 9        |
| Estland            | 2      |        |            |            | 2        |
| Finnland           | 3 2    | 2      |            | X          | 4        |
| Frankreich         | 1 0    | 2      |            |            | 2        |
| Italien            | 3 1    | 3 1    |            | X          | 2        |
| Japan              | 5      | 4      | X          | X          | 9        |
| Kanada             | 2      | 2      |            | X          | 4        |
| Kasachstan         | 2      |        |            |            | 2        |
| Norwegen           | 5      | 4 3    | X          | X          | 8        |
| Österreich         | 5      | 4      | X          | X          | 9        |
| Polen              | 5      | 2      | X          | X          | 7        |
| ROC                | 5      | 4      | X          | X          | 9        |
| Rumänien           | 1 3    | 1      |            |            | 4        |
| Schweden           |        | 1      |            |            | 1        |
| Schweiz            | 5 4    |        | X          |            | 4        |
| Slowenien          | 5      | 4      | X          | X          | 9        |
| Tschechien         | 3 5    | 2 3    | X          | X          | 8        |
| Türkei             | 1      |        |            |            | 1        |
| Ukraine            | 2 3    |        |            |            | 3        |
| Vereinigte Staaten | 2 3    | 0 1    |            |            | 4        |
| Gesamt: 22 NOKs    | 65     | 40     | 10         | 12         | 105      |

## Zeitplan
| Datum       | Ortszeit | MEZ   | Disziplin                          |
| ----------- | -------- | ----- | ---------------------------------- |
| 5. Februar  | 14:20    | 07:20 | Qualifikation Normalschanze Männer |
| 5. Februar  | 18:45    | 11:45 | Normalschanze Frauen               |
| 6. Februar  | 19:00    | 12:00 | Normalschanze Männer               |
| 7. Februar  | 19:45    | 12:45 | Normalschanze Mannschaft Mixed     |
| 11. Februar | 19:00    | 12:00 | Qualifikation Großschanze Männer   |
| 12. Februar | 19:00    | 12:00 | Großschanze Männer                 |
| 14. Februar | 19:00    | 12:00 | Großschanze Mannschaft Männer      |

## Ergebnisse Männer

### Normalschanze
| Platz | Land | Athlet          | Weiten (m)    | Punkte |
| ----- | ---- | --------------- | ------------- | ------ |
| 1     | JPN  | Ryōyū Kobayashi | 104,5 / 99,5  | 275,0  |
| 2     | AUT  | Manuel Fettner  | 102,5 / 104,0 | 270,8  |
| 3     | POL  | Dawid Kubacki   | 104,0 / 103,0 | 265,9  |
| 4     | SLO  | Peter Prevc     | 103,0 / 99,5  | 265,4  |
| 5     | ROC  | Jewgeni Klimow  | 104,0 / 100,0 | 261,5  |
| 6     | POL  | Kamil Stoch     | 101,5 / 97,5  | 260,9  |
| 7     | NOR  | Marius Lindvik  | 96,5 / 102,5  | 260,7  |
| 8     | ROC  | Danil Sadrejew  | 107,5 / 98,0  | 259,4  |
| 9     | SLO  | Timi Zajc       | 97,0 / 104,5  | 259,3  |
| 10    | AUT  | Stefan Kraft    | 98,0 / 99,5   | 258,1  |

Qualifikation: 5. Februar 2022, 14:20 Uhr (Ortszeit), 7:20 Uhr (MEZ)
Finale: 6. Februar 2022, 19:00 Uhr (Ortszeit), 12:00 Uhr (MEZ)
Olympiasieger 2018:  Andreas Wellinger
Weltmeister 2021:  Piotr Żyła

### Großschanze
| Platz | Land | Athlet                | Weiten (m)    | Punkte |
| ----- | ---- | --------------------- | ------------- | ------ |
| 1     | NOR  | Marius Lindvik        | 140,5 / 140,0 | 296,1  |
| 2     | JPN  | Ryōyū Kobayashi       | 142,0 / 138,0 | 292,8  |
| 3     | GER  | Karl Geiger           | 138,0 / 138,0 | 281,3  |
| 4     | POL  | Kamil Stoch           | 137,5 / 133,5 | 277,2  |
| 5     | GER  | Markus Eisenbichler   | 137,5 / 139,5 | 275,7  |
| 6     | SLO  | Timi Zajc             | 138,5 / 130,5 | 273,2  |
| 7     | AUT  | Manuel Fettner        | 138,5 / 134,0 | 272,7  |
| 8     | NOR  | Halvor Egner Granerud | 135,0 / 135,5 | 271,4  |
| 9     | AUT  | Jan Hörl              | 136,0 / 137,0 | 270,9  |
| 10    | SLO  | Peter Prevc           | 137,0 / 137,0 | 268,7  |

Qualifikation: 11. Februar 2022, 19:00 Uhr (Ortszeit), 12:00 Uhr (MEZ)
Finale: 12. Februar 2022, 19:00 Uhr (Ortszeit), 12:00 Uhr (MEZ)
Olympiasieger 2018:  Kamil Stoch
Weltmeister 2021:  Stefan Kraft

### Mannschaftsspringen
| Platz | Land | Athleten                                                                 | Punkte Sprung 1 | Punkte Sprung 2 | Punkte total |
| ----- | ---- | ------------------------------------------------------------------------ | --------------- | --------------- | ------------ |
| 1     | AUT  | Stefan Kraft Daniel Huber Jan Hörl Manuel Fettner                        | 458,4           | 484,3           | 942.7        |
| 2     | SLO  | Lovro Kos Cene Prevc Timi Zajc Peter Prevc                               | 467,4           | 467,0           | 934,4        |
| 3     | GER  | Constantin Schmid Stephan Leyhe Markus Eisenbichler Karl Geiger          | 446,5           | 476,4           | 922,9        |
| 4     | NOR  | Halvor Egner Granerud Daniel-André Tande Robert Johansson Marius Lindvik | 456,5           | 465,8           | 922,1        |
| 5     | JPN  | Yukiya Satō Naoki Nakamura Junshirō Kobayashi Ryōyū Kobayashi            | 438,5           | 444,3           | 882,8        |
| 6     | POL  | Piotr Żyła Paweł Wąsek Dawid Kubacki Kamil Stoch                         | 434,5           | 445,6           | 880,1        |
| 7     | ROC  | Danil Sadrejew Roman Trofimow Michail Nasarow Jewgeni Klimow             | 410,6           | 395,9           | 806,5        |
| 8     | SUI  | Dominik Peter Gregor Deschwanden Simon Ammann Killian Peier              | 367,0           | 424,5           | 791,5        |

14. Februar 2022, 19:00 Uhr (Ortszeit), 12:00 Uhr (MEZ)
Olympiasieger 2018:  Daniel-André Tande, Andreas Stjernen, Johann André Forfang, Robert Johansson
Weltmeister 2021:  Pius Paschke, Severin Freund, Markus Eisenbichler, Karl Geiger

## Ergebnisse Frauen

### Normalschanze
| Platz | Land | Athletin          | Weiten (m)    | Punkte |
| ----- | ---- | ----------------- | ------------- | ------ |
| 1     | SLO  | Urša Bogataj      | 108,0 / 100,0 | 239,0  |
| 2     | GER  | Katharina Althaus | 105,5 / 94,0  | 236,8  |
| 3     | SLO  | Nika Križnar      | 103,0 / 99,5  | 232,0  |
| 4     | JPN  | Sara Takanashi    | 98,5 / 100,0  | 224,1  |
| 5     | SLO  | Ema Klinec        | 100,0 / 90,5  | 215,4  |
| 6     | NOR  | Silje Opseth      | 92,5 / 95,0   | 200,5  |
| 7     | ROC  | Irina Awwakumowa  | 95,0 / 89,5   | 196,3  |
| 8     | AUT  | Lisa Eder         | 92,0 / 90,0   | 193,4  |
| 9     | SLO  | Špela Rogelj      | 93,0 / 82,0   | 184,2  |
| 10    | ROC  | Irma Machinja     | 90,0 / 90,0   | 180,9  |

5. Februar 2022, 18:45 Uhr (Ortszeit), 11:45 Uhr (MEZ)
Olympiasiegerin 2018:  Maren Lundby
Weltmeisterin 2021:  Ema Klinec

## Ergebnisse Mixed

### Mannschaftsspringen
| Platz | Land | Athleten                                                               | Punkte Sprung 1 | Punkte Sprung 2 | Punkte total |
| ----- | ---- | ---------------------------------------------------------------------- | --------------- | --------------- | ------------ |
| 1     | SLO  | Nika Križnar Timi Zajc Urša Bogataj Peter Prevc                        | 506,4           | 495,1           | 1001,5       |
| 2     | ROC  | Irma Machinja Danil Sadrejew Irina Awwakumowa Jewgeni Klimow           | 448,8           | 441,5           | 890,3        |
| 3     | CAN  | Alexandria Loutitt Matthew Soukup Abigail Strate MacKenzie Boyd-Clowes | 415,4           | 429,2           | 844,6        |
| 4     | JPN  | Sara Takanashi Yukiya Satō Yūki Itō Ryōyū Kobayashi                    | 359,9           | 476,4           | 836,3        |
| 5     | AUT  | Daniela Iraschko-Stolz Stefan Kraft Lisa Eder Manuel Fettner           | 370,7           | 447,3           | 818,0        |
| 6     | POL  | Nicole Konderla Dawid Kubacki Kinga Rajda Kamil Stoch                  | 386,1           | 377,1           | 763,2        |
| 7     | CZE  | Klára Ulrichová Čestmír Kožíšek Karolína Indráčková Roman Koudelka     | 362,5           | 360,3           | 722,8        |
| 8     | NOR  | Anna Odine Strøm Robert Johansson Silje Opseth Marius Lindvik          | 457,4           | 250,5           | 707,9        |

7. Februar 2022, 19:45 Uhr (Ortszeit), 12:45 Uhr (MEZ)
Olympiasieger 2018: nicht ausgetragen
Weltmeister 2021:  Katharina Althaus, Markus Eisenbichler, Anna Rupprecht, Karl Geiger